# Monte Scenery
Il Monte Scenery è uno stratovulcano quiescente dei Caraibi olandesi. Il suo duomo di lava forma la sommità dell'isola vulcanica di Saba. Con i suoi 887 metri sul livello del mare, è, dal 10 ottobre 2010, data di dissoluzione delle Antille olandesi ed incorporamento dell'isola di Saba nel territorio dei Paesi Bassi, il punto più alto del Regno dei Paesi Bassi stessi.

## Geologia
Il vulcano di Saba ha avuto la sua ultima eruzione storica esplosiva verso il 1640 d.c. accompagnata da colata piroclastica.

## Natura
Il 2 settembre 2019 è stato istituto il Parco nazionale del Monte Scenery, su un'area di circa 350 ettari, corrispondente al 25% dell'isola di Saba. Il parco comprende le aree più incontaminate ed è considerato la parte con più biodiversità dell'isola, includendo habitat di foresta tropicale secca, foresta pluviale tropicale e foresta nuvolosa, con molte specie di orchidee e felci. Al suo interno è presente un sentiero escursionistico che giunge fino alla vetta del vulcano ed è una delle maggiori attrazioni turistiche di Saba. Lungo il percorso si possono trovare tutte le zone climatiche dell'isola, tra cui una foresta nuvolosa sulla cima.